# Miroslav Burian
Miroslav Burian (24. listopadu 1902, Tábor – 23. srpna 1980, Praha) byl český pedagog, archivář, pracovník památkové péče, muzejní pracovník a spisovatel.

## Život
Miroslav Burian maturoval v Táboře, v letech 1922–1925 absolvoval Státní archivní školu v Praze, na Univerzitě Karlově vystudoval historii a zeměpis a dosáhl titulu doktor filozofie (PhDr.).
V letech 1926–1930 pracoval jako středoškolský profesor v Jihlavě, v letech 1927–1930 spravoval jihlavský městský archiv. Roku 1930 byl přijat za městského archiváře v Českých Budějovicích, kde se později stal ředitelem osvětového odboru městského úřadu. Byl aktivně činný v četných spolcích a organizacích a v místním tisku publikoval řadu populárně naučných článků.
Za druhé světové války byl vězněn v koncentračním táboře. Po roce 1945 působil na ministerstvu informací, v letech 1954–1958 byl ředitelem Státní památkové správy, 1958–1964 vedl divadelní oddělení Národního muzea a 1964–1968 byl ředitelem Historického muzea Národního muzea v Praze.
Zabýval se regionální historií Jihlavska a Českobudějovicka, muzeologií, památkovou péčí a historií divadelnictví. O počátcích Českých Budějovic sepsal historickou fresku Zrození města (1946) a pro mládež napsal dobrodružný román Ocelová stezka (1947).